# 春風亭弁橋
春風亭 弁橋（しゅんぷうてい べんきょう、1996年5月17日 - ）は、落語芸術協会に所属する落語家。八代目春風亭柳橋門下の二ツ目。本名∶石坪 卓巳。

## 経歴
- 2012年4月 山梨県立韮崎高等学校文理科入学。
- 2015年
  - 3月
    - 同校卒業。
    - 8代目春風亭柳橋に入門。前座名「べん橋」[2]。

  - 8月
    - 楽屋入り
    - 8月17日、新宿末広亭にて初高座「寿限無」。
- 2019年
  - 8月中席　二ツ目昇進。べん橋改め「弁橋」となる[3]。山梨県出身の落語家としては林家正雀以来約40年ぶりの昇進。
- 2021年
  - 落語芸術協会若手ユニットルート9を落語家・講談師全9名で発足。ルート9内ユニットさば弁を、春風亭弁橋、神田桜子、三遊亭仁馬の3人で組んでいる。

## 人物
- 落語界でも珍しい[独自研究?]女装趣味があり、「富士家みる姫」として高座に上がる事がある[4][5]。

## 出演作品

### テレビ番組
- 親バカ青春白書 （2020年、日本テレビ） - 落研部員 役

### 雑誌
- anan　-　2021年7月14日発売のanan2258号「関係性を愛でるエンタメ」のコーナーで、ルート9として掲載された[6]。

### ウェブサイト
- サタデーステーション - 2022年3月19日テレビ朝日のYouTube、ANNnewsCHにてルート9密着映像が公開された[7]。